# Kongregace Šedých sester III. řádu sv. Františka
Kongregace Šedých sester III. řádu sv. Františka (latinsky Ordo Sancti Francisci Grisearum, zkratka: OSFGr) byla ženská katolická kongregace, od roku 1972 papežského práva. Sestry se řídily řeholí III. řádu sv. Františka, upravenou pro klášterní společenství, schválenou v roce 1982 papežem Janem Pavlem II. Jejich znak vychází z emblému III. regulovaného řádu sv. Františka. Kulaté logo znázorňuje kříž s paprsky a ruce patřící Kristu a sv. Františku; doplňuje ho nápis „POKOJ A DOBRO!“ První příslušnice Kongregace Šedých sester nosily černý hábit s šedým límcem a šedý plášť.

## Historie

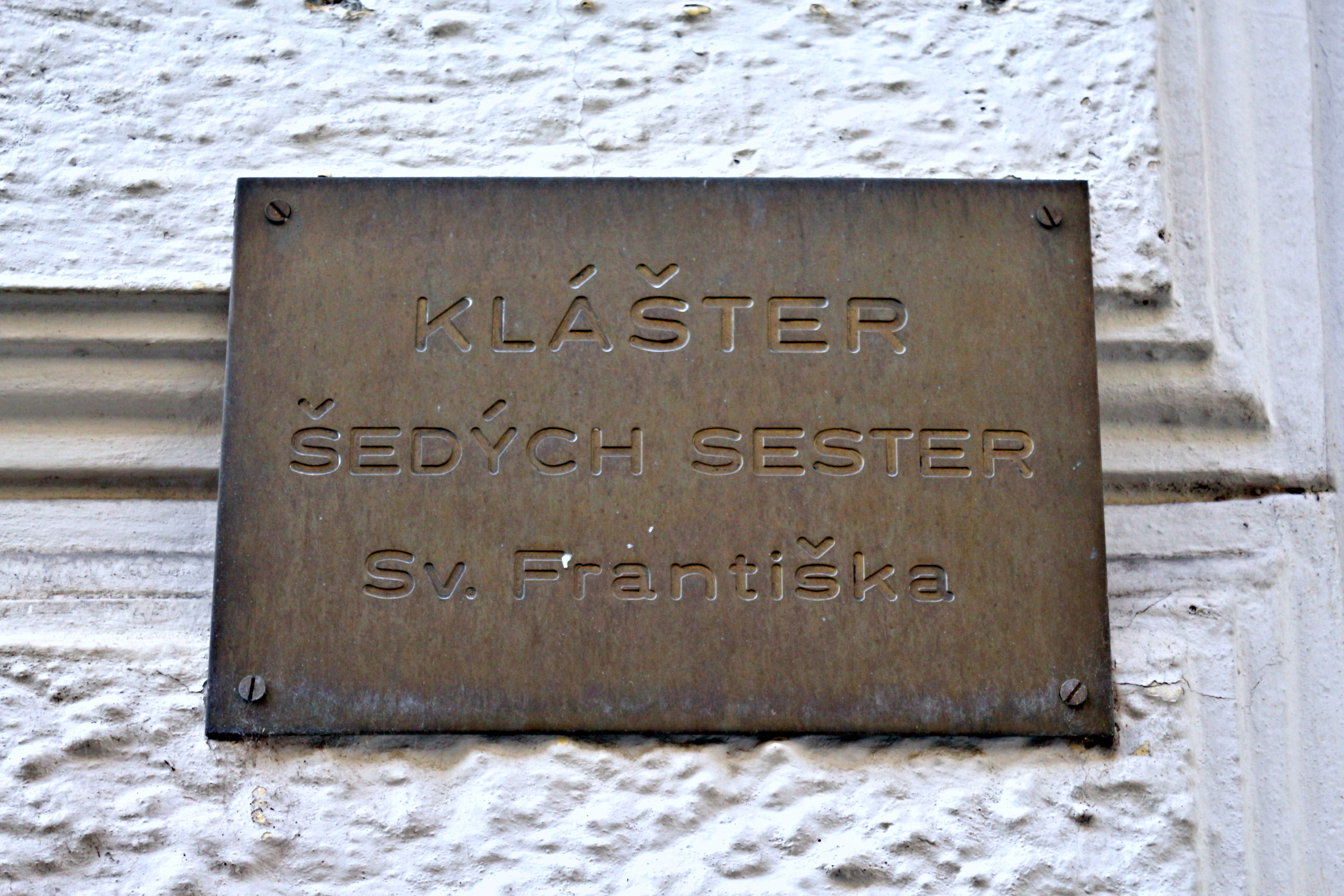
Skromné označení kláštera šedých sester na kostele sv. Bartoloměje v Praze

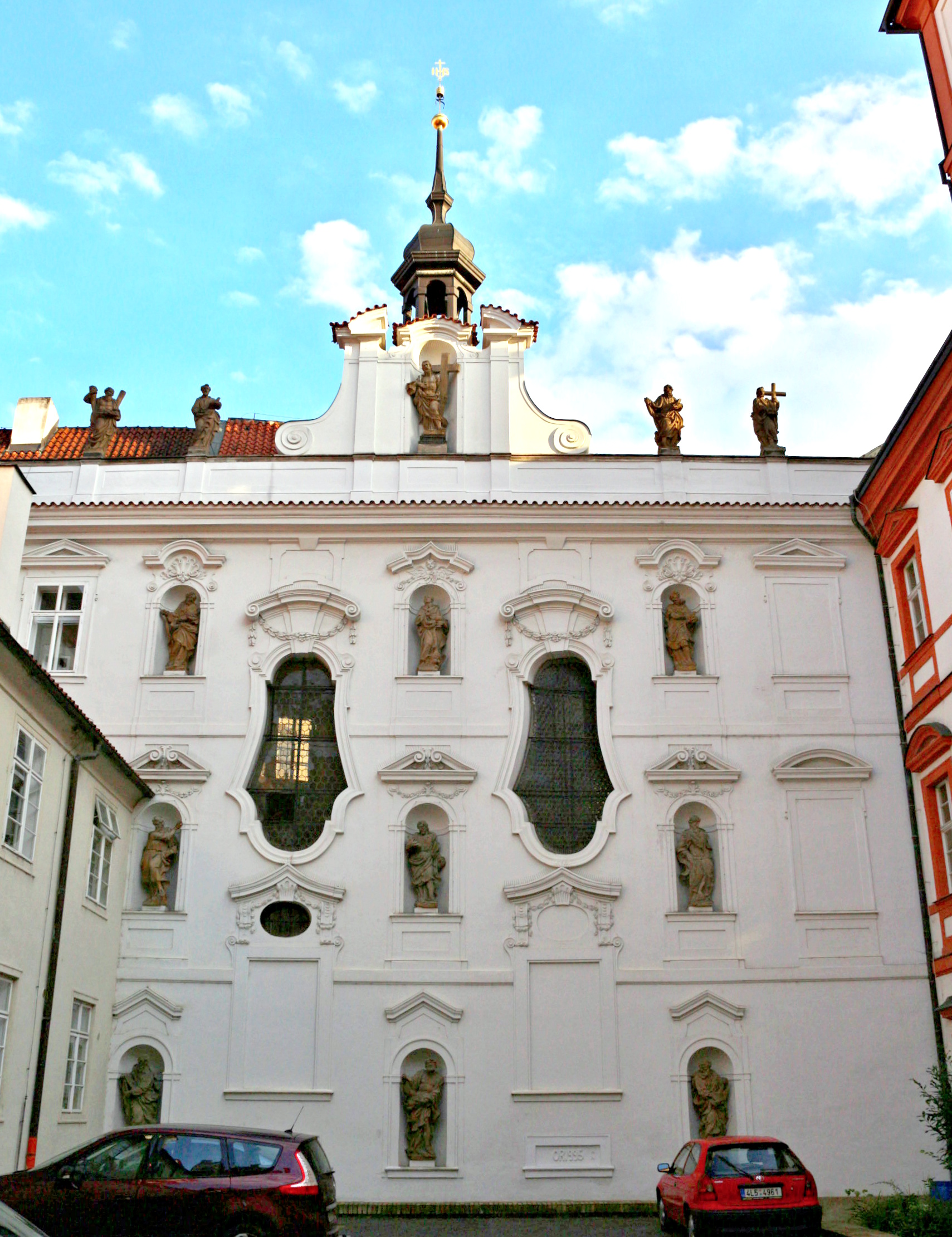
Kostel svatého Bartoloměje v Praze

Kongregace byla založena 6. ledna 1856 v Praze dvěma rodnými sestrami Plaňanskými (Marií Xaverií a Annou Dulcelinou) a jejich přítelkyní Františkou Johannou Grosmannovou. Obě sestry pocházely z Kolína, odkud se rodina v roce 1824 přestěhovala do Prahy. Po smrti rodičů žily sestry v pronajatém bytě v Nerudově ulici, živily se ručními pracemi a navštěvovaly a pečovaly o nemocné chudé lidi v okolí. Jejich přítelkyně Františka Grosmannová pocházející z České Lípy, žila u své tety v Praze v Růžové ulici a často se s nimi stýkala. Společně vyhledávaly nemocné a chudé a navštěvovaly je v jejich domech.
V roce 1853 se rozhodly, že založí duchovní spolek s cílem pomáhat nemocným, chudým a potřebným bez rozdílu náboženství, národnosti a sociálního postavení a bez nároku na odměnu. S pomocí kněze P. Františka Havránka se jim po delších jednáních podařilo získat potřebná povolení od církve i státu k založení kongregace a získaly do užívání kostel sv. Bartoloměje a přilehlé domy v Bartolomějské ulici. První představenou se stala Františka Johanna Grosmannová. Činnost kongregace se začala rozvíjet, sestry pracovaly v nemocnicích a v roce 1859 byly vysílány do válečné oblasti v Itálii a na Balkáně. Ošetřovaly též raněné za první světové války. V mírových letech první republiky rozšířily svoji činnost i mimo Prahu, postavily ošetřovatelskou školu v Hradci Králové a lázeňský dům v Poděbradech
Za druhé světové války, díky svojí činnosti v nemocnicích a lazaretech, nemusely být deportovány do Říše a měly možnost přijímat nové členky. Jejich život byl však omezen zabráním domů v Bartolomějské ulici německou armádou a gestapem. V roce 1945 pak podle svého slibu ošetřovaly raněné bez rozdílu vyznání a národnosti. Po válce jim byl na krátkou dobu navrácen jejich majetek.
Po nástupu komunismu byly sestrám postupně odebrány jejich domy v Bartolomějské ulici, kde zřídila Státní bezpečnost vězení pro odpůrce režimu. Kostel sv. Bartoloměje sloužil Ministerstvu vnitra jako skladiště. Soukromá ošetřovatelská škola v Hradci Králové byla znárodněna a sestry byly posílány do státních nemocnic (Plzeň, Klatovy, Praha, Sušice, Havlíčkův Brod, Humpolec, Kolín, Benešov, Hradec Králové aj.). Činnost řádových sester nebyla zpočátku novým režimem výrazněji omezována; státní úředníci si byli vědomi, že pro zdravotnictví představují levnou, ochotnou a dobře proškolenou pracovní sílu. Později se situace zhoršila, sestry byly odvolávány z nemocnic a převáděny do domovů důchodců, léčeben dlouhodobě nemocných, ústavů pro mentálně postižené ap. V roce 1953 byly sestry přesunuty do Broumovského kláštera, který od roku 1950 sloužil jako internační tábor pro řeholníky a řeholnice různých řádů. Část sester odešla do Charitního domova v klášteru Osek u Duchcova.
V období postupující normalizace, v roce 1971, bylo kongregaci nařízeno opustit Broumov a vyhledat si nové působiště na českém území. Tehdejší generální představená kongregace Dagmar Kösslová přijala nabídku českobudějovického biskupa Josefa Hloucha přestěhovat sestry na Lomec nedaleko Vodňan a vybudovat zde na církevních pozemcích klášter.

### Organizace
Kongregace je institutem papežského práva, tj. přímo podřízena Svatému Otci. Je řízena centrálně, ustanovující zákonodárnou moc vykonává generální kapitula. Vedení kongregace je svěřeno generální představené a její radě. Činnost jednotlivých komunit řídí jejich představené. Základním konstitučním dokumentem je regule „Život klášterních společenství bratří a sester III. regulovaného řádu sv. Františka“, zaměřené v duchu serafínské milosrdné lásky, chudoby a pokory. Řeholní oděv tvoří černý hábit s pláštěnkou a bílý čepec s černým závojem.

### Areál kláštera v Lomci
Lomec, lidově Lomeček je poutní místo blízko Vodňan a Netolic, patřící katastrálně k Nestanicům, části obce Libějovice ve strakonickém okresu. Na vrchu stejnojmenného kopce (652 m n. m.) se nachází proslulý poutní Kostel Jména Panny Marie se samostatnou zvonicí a hřbitovem.
Nedaleko kostela je situován bývalý lovecký zámek, který nechal vystavět hrabě Albert z Buquoy v letech 1709–1710. Zámek byl později rozšířen o budovu školy a hospodu. Z původního zámku se stala fara a po příchodu Šedých sester započala přestavba fary a školy na klášter a charitní dům pro jejich staré a nemocné sestry, o které zde pečovaly. Při stavbě pomáhalo i několik dělníků z okolí v čele se stavitelem, panem Jiráněm, a v roce 1974 se sem mohlo nastěhovat 63 sester. 26. srpna 1974 byla posvěcena prozatímní kaple, ve které se denně konala mše svatá a Lomec se stal mateřincem Kongregace Šedých sester. Na jejich činnost dohlížel dosazený státní úředník tzv. tajemník. Sestry se nesměly zúčastňovat svatých poutí a měly omezený přístup do kostela. O bohoslužbách tam směla jen jedna sestra varhanice a jedna sestra, která pomáhala při mši. Po ní se musely rychle vrátit, aniž by mohly s kýmkoli promluvit.
Po pádu komunismu byl Kongregaci Šedých sester vrácen zdevastovaný klášter v Bartolomějské ulici a v roce 1995 i poničený kostel sv. Bartoloměje. Po obnově byl kostel 18. dubna 1998 znovu vysvěcen kardinálem Miloslavem Vlkem a od té doby se zde konají denně mše svaté a odpoledne jsou vyhrazena adoracím v duchu smíru.
V roce 1993 se sestry z Oseka vrátily do kláštera v Lomci u Vodňan. Sestry se zde starají o mariánské poutní místo a vykonávají všechny činnosti s tím spojené. Konají se zde mariánské soboty (vždy 1. sobotu v měsíci) a velmi často se pořádají náboženské poutě, které jsou hojně navštěvované. Mezi ty nejznámější patří Hlavní poutní (12. září), Růžencová, Tříkrálová, Hromniční, Boží Tělo, Dušičková, Adventní aj. Od poloviny roku 1990 vydávaly sestry časopis Ave z Lomečku. Od října 1992 byly pořádány Fátimské dny (13. den v měsíci, v den výročí 1. Zjevení Panny Marie ve Fátimě). V areálu kláštera v Lomci byla zřízena meditativní zahrada, která se stala odpočinkovou zónou pro kněží z celé ČR. Dovolenou zde pravidelně trávil kardinál Vlk. Na cestě ke hřbitovu byla zbudována nová křížová cesta. 

## Sloučení s Františkánkami Marie Immaculaty
Ke dni 1. května 2021 se kongregace sloučila s Františkánkami Marie Immaculaty.

## Galerie

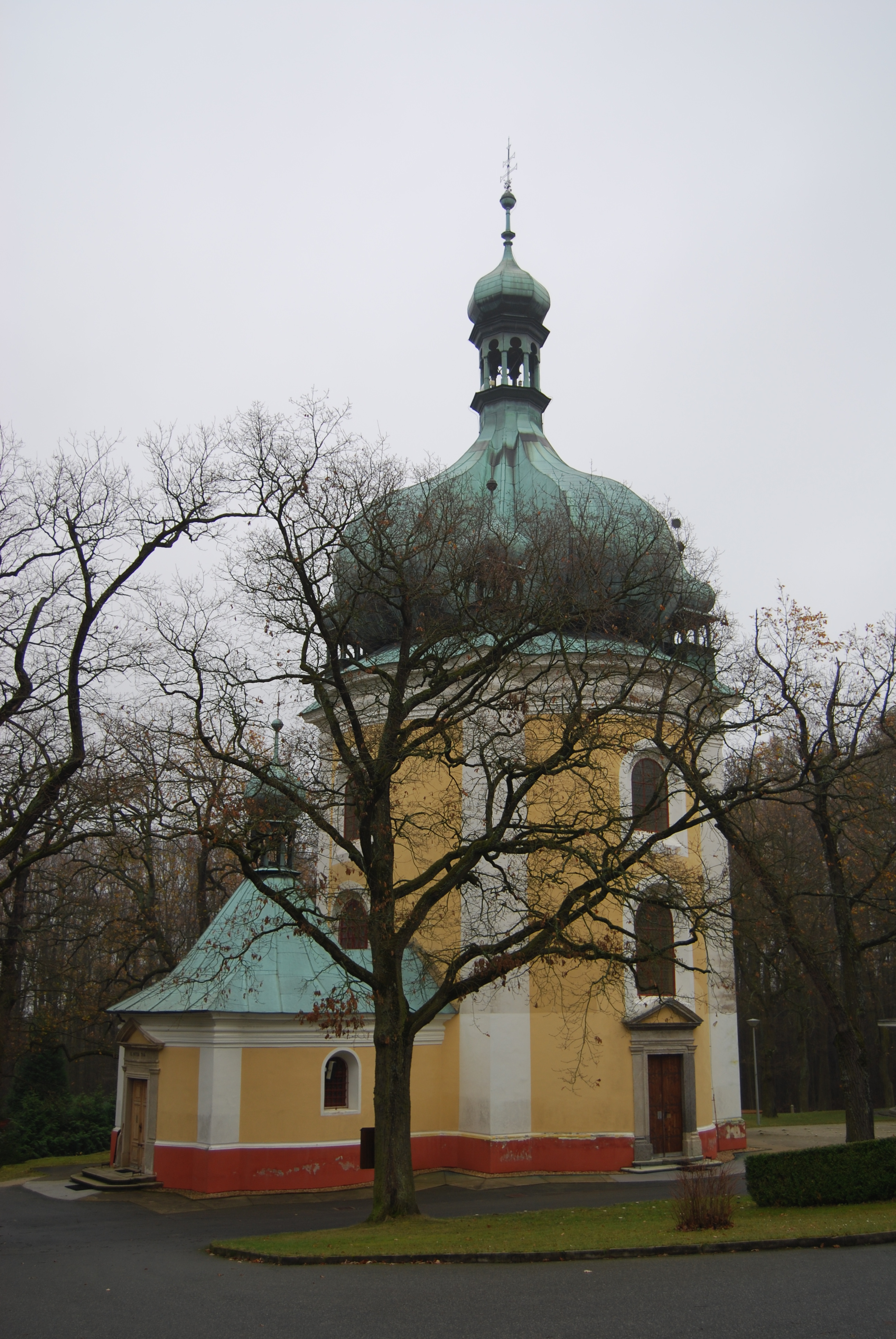
Poutní kostel Jména Panny Marie v Lomci
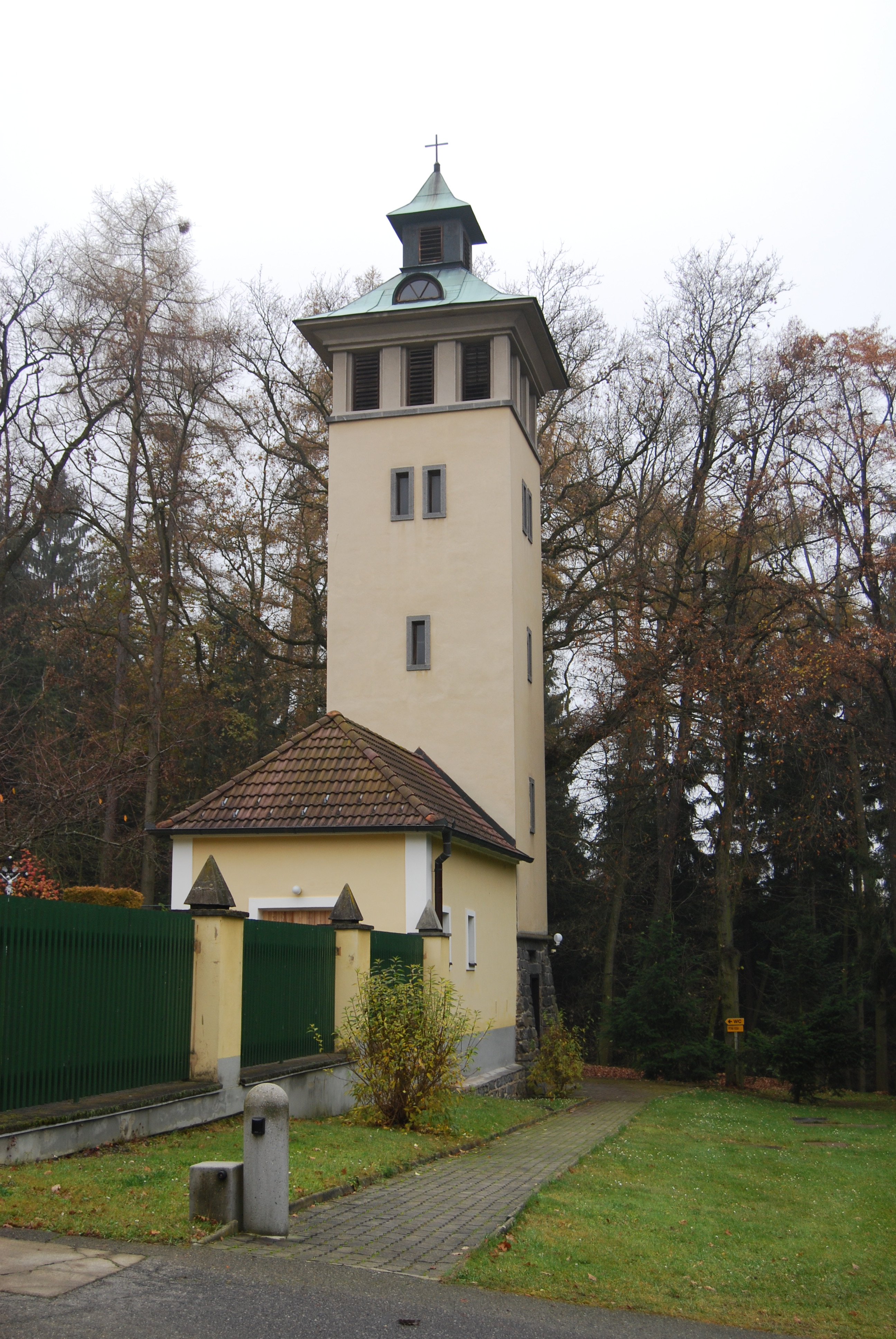
Zvonice v Lomci
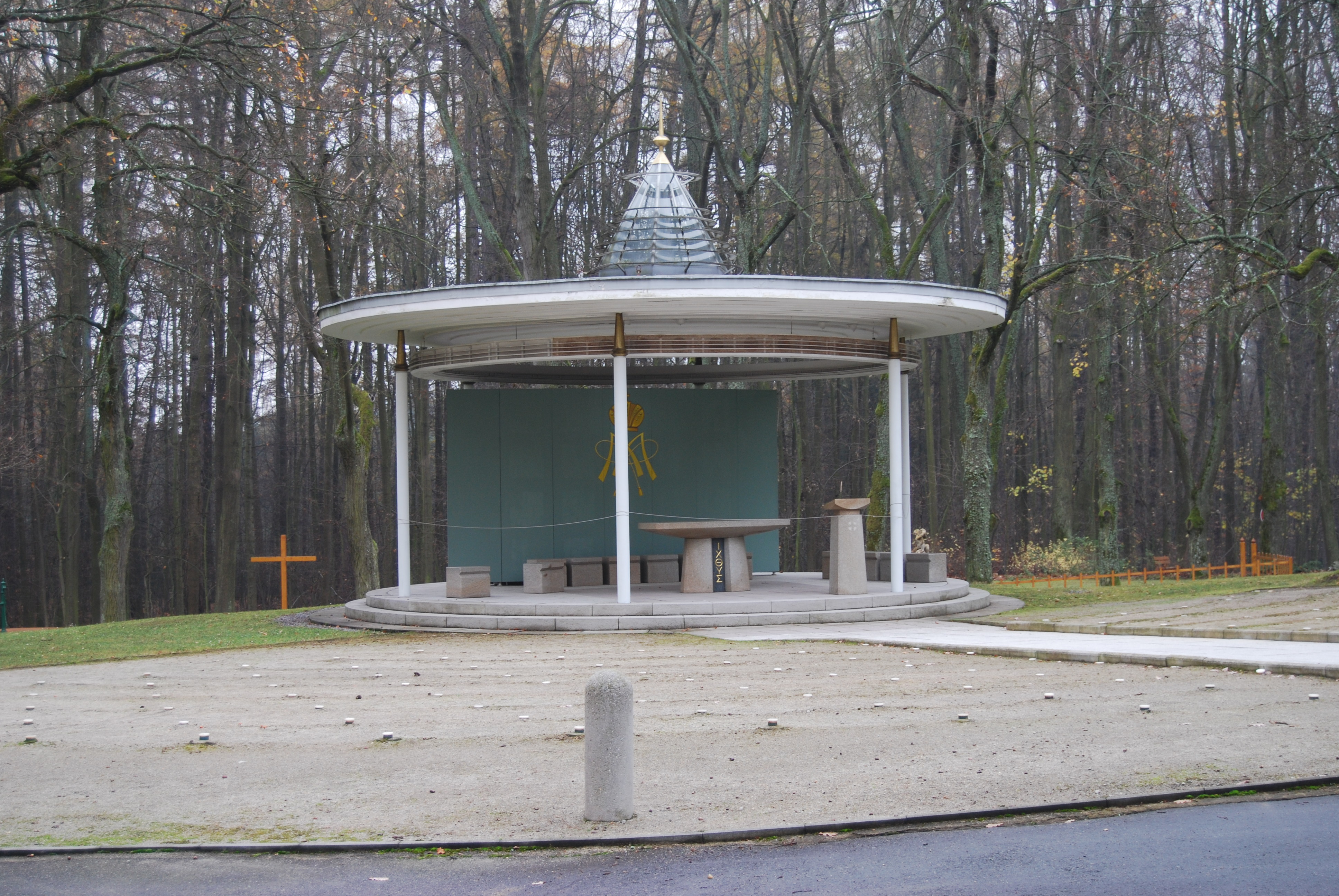
Kaple u kostela Jména Panny Marie v Lomci
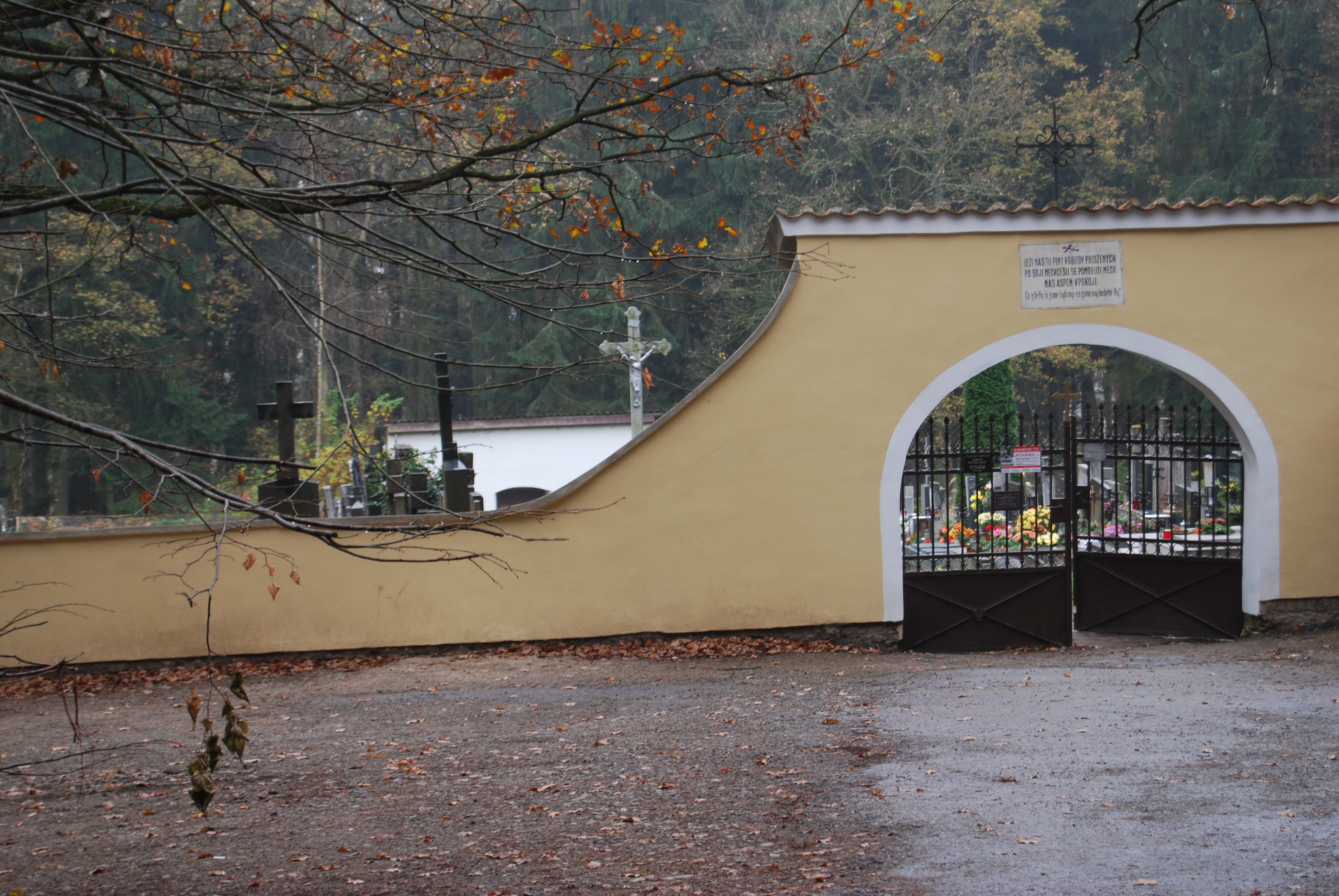
Hřbitov Nestanice - Libějovice
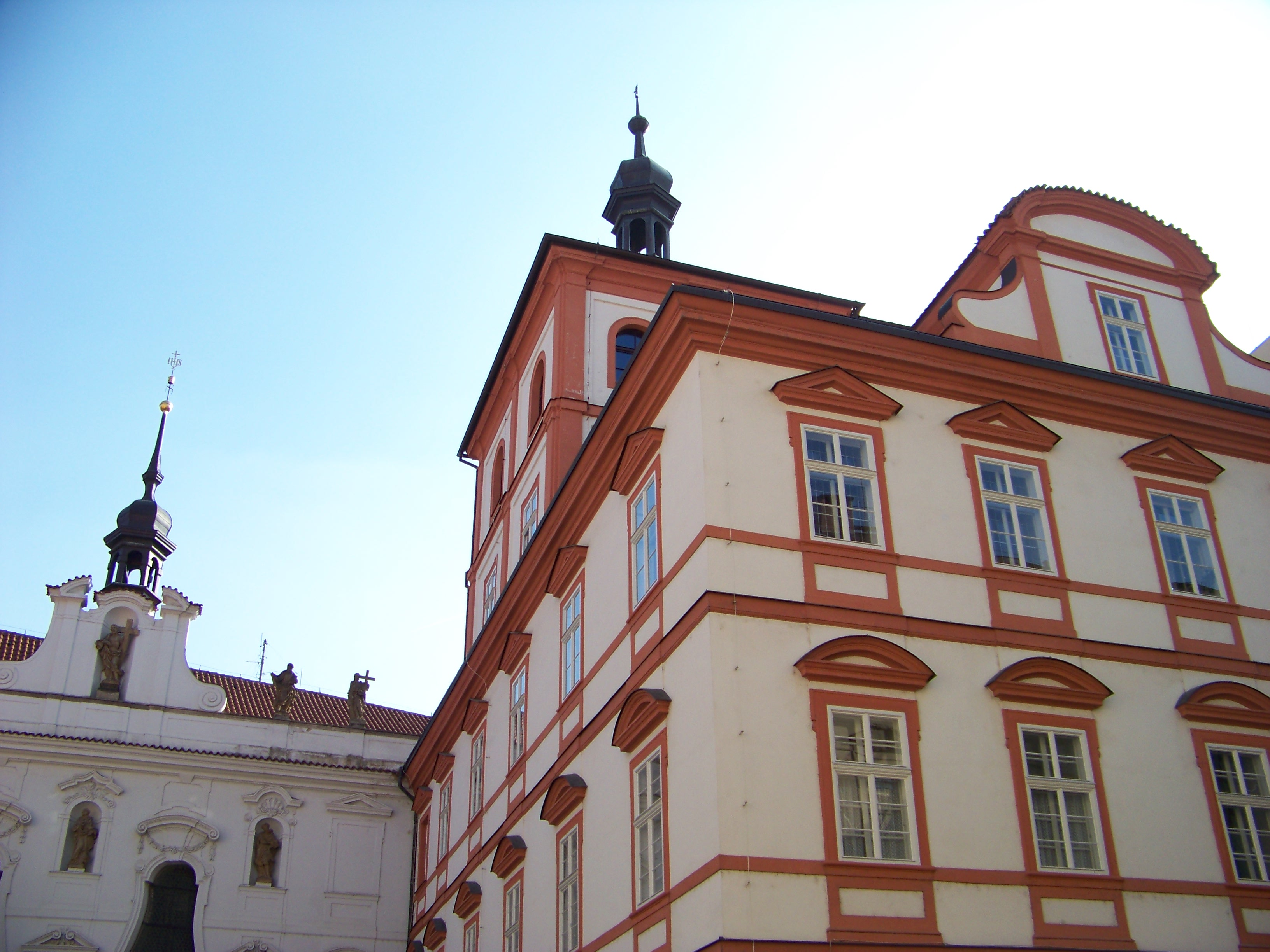
Kostel sv. Bartoloměje, Praha 1
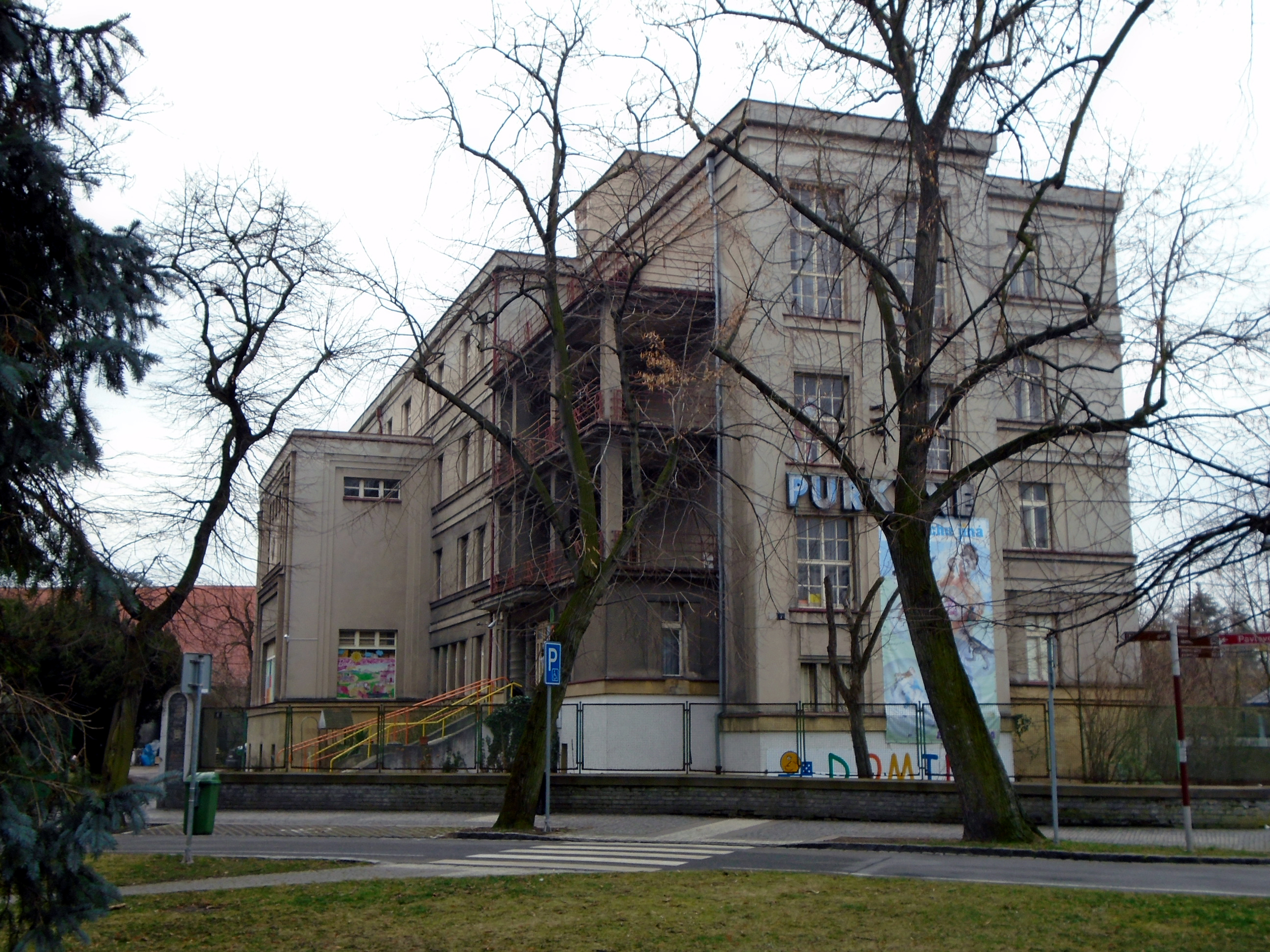
Bývalý léčebný dům Purkyně v Poděbradech